# Герб Південноукраїнська
Герб Південноукраї́нська під умовною назвою «Гіпаніс» затверджений 19 квітня 2000 року рішенням № 141 19 сесії Южноукраїнської міської ради 4-го скликання.

## Опис
На зеленому полі посталий на диби срібний кінь, що виникає із хвилеподібної срібно-блакитної основи та підтримує символ атома в золоті.

## Значення символіки
Кінь, що став на диби, уособлює стародавню річку Південний Буг, яку в описах південних земель грецьким дослідником Геродотом названо Гіпанісом, що з давньогрецької перекладається як Білий Кінь. Поєднання символіки Коня та сучасного атому уособлює розташування сучасного міста енергетиків на заповідному ландшафті Південного Бугу, поєднання природи з мирним атомом, що служить на благо людства. Зелене поле символізує багатство природи, красу та чистоту сучасного міста.
Герб прикрашено золотим картушем в національному українському стилі та увінчано срібною міською короною, яка означає статус міста.